# Pretty Rhythm: Rainbow Live
Pretty Rhythm: Rainbow Live (プリティーリズム・レインボーライブ?, Puritī Rizumu Reinbō Raibu) è un media franchise giapponese prodotto da Takara Tomy, sequel di Pretty Rhythm: Dear My Future. Consiste in un videogioco arcade lanciato nel 2013 e in una serie televisiva anime prodotta da Tatsunoko Production e andata in onda su TV Tokyo dal 6 aprile 2013 al 29 marzo 2014; le esibizioni sono realizzate utilizzando l'animazione al computer.
Uno spin-off del franchise di Pretty Rhythm, intitolato PriPara, è stato trasmesso su TV Tokyo dal 5 luglio 2014 al 28 marzo 2017. Prima della sua messa in onda, dal 5 aprile al 14 giugno 2014 è stato invece mandato in onda Pretty Rhythm: All Star Selection, una selezione di tredici episodi delle tre serie di Pretty Rhythm, con brevi intermezzi in cui Aira Harune di Aurora Dream, Mia Ageha di Dear My Future e Naru Ayase di Rainbow Live aiutano la protagonista Lala nel suo percorso per diventare una Prism Star.
L'8 marzo 2014 è uscito il primo film cinematografico di Pretty Rhythm dal titolo Pretty Rhythm All Star Selection: Prism Show☆Best Ten, crossover con Pretty Rhythm: Aurora Dream e Pretty Rhythm: Dear My Future.

## Trama
Naru Ayase è una ragazza di seconda media che può vedere i colori della musica quando la ascolta. Grazie all'esperienza lavorativa organizzata dalla scuola, ovvero un'occasione per gli studenti di entrare nel mondo del lavoro e decidere cosa fare in futuro, un giorno, scopre che un negozio appena aperto sta reclutando ragazze delle scuole medie che possano ricoprire il ruolo di gestore del negozio, attraverso i Prism Show; Naru fa il provino e, da quel momento, diventa la direttrice del negozio Prism Stone.

## Personaggi
L'unione delle iniziali delle sette protagoniste forma la parola inglese "Rainbow", "arcobaleno": Rinne, Ann, Ito, Naru, Bell, Otoha e Wakana.

### Happy Rain♪
Formato ufficialmente nell'episodio 26, Ito propone come nome del gruppo 'RAIN', iniziali di Rinne, Ann, Ito e Naru, ma Ann afferma che potrebbe portare tristezza pensare alla pioggia (Rain) e, quindi, Naru propone 'HAPPY RAIN'. In passato, per fare pubblicità al loro negozio, erano le Prism Stone.
Naru Ayase (彩瀬 なる?, Ayase Naru)
Doppiata da: Emiri Katō (ed. giapponese)
Una quattordicenne svampita che può vedere i colori della musica, il cui sogno è aprire un negozio alla moda. È nata il 3 marzo, gruppo sanguigno 0. Diventa la direttrice del negozio Prism Stone grazie all'esperienza lavorativa organizzata dalla scuola, ovvero un'occasione per gli studenti di entrare nel mondo del lavoro. È nella stessa classe di Ann e Ito, e la sua famiglia ha un gatto di nome Blue. Ha l'abitudine di dire "Happy Naru!". Il suo passatempo preferito è decorare le Prism Stone, e beve latte tutti i giorni, nella convinzione che così riuscirà a diventare più alta. Partecipa alla Dreaming Session con Ann e Ito, ma perde contro Bell. Acquisisce le sue ali nell'episodio 13, eseguendo tre Prism Jump consecutivi nel suo Prism Live; le ali poi si evolvono nell'episodio 42. Successivamente, nell'episodio 20 partecipa all'Emozionante Days Session con Ann e Ito. Nell'episodio 26 partecipa alla TRY! Groovin' Session con Ann e Ito, vincendo; in seguito, nell'episodio 32 partecipa alla HEART BEAT SESSION con Ann e Ito. Nell'episodio 34 si esibisce al Dear Crown su richiesta del negozio, dove esegue quattro Prism Jump consecutivi insieme a Rinne. Incoraggia Ito a dichiararsi a Kouji, ma poi scoppia in lacrime, venendo consolata da Rinne. Per poter partecipare alla Winter White Session, in cui bisogna essere in due, fa coppia con Bell, arrivando al secondo posto. Nell'episodio 50 partecipa alla Over the Rainbow Session dove esegue un solo Prism Jump, in grado di far rivivere lo Splendore del Prism. Il suo colore è il rosa e il suo Pair-amico è Lovelyn.
Ann Fukuhara (福原 あん?, Fukuhara An)
Doppiata da: Yū Serizawa (ed. giapponese)
Una quattordicenne modaiola che può sentire il sapore della musica, il cui sogno è diventare una pasticcera; suo padre, però, è contrario, in quanto vuole che sua figlia erediti il negozio di senbei di famiglia. È nata il 2 aprile, gruppo sanguigno A. È molto appassionata di Prism Show ed è la presidentessa del Club di Prism Show della scuola; aveva sette anni quando ha eseguito il suo primo Prism Show. Ama il misterioso ed è nella stessa classe di Naru e Ito, classe di cui è presidentessa. È innamorata di Kazuki. Diventa la responsabile dei dolci del negozio Prism Stone. Partecipa alla Dreaming Session con Naru e Ito, ma perde contro Wakana. Acquisisce le sue ali nell'episodio 12, ma si spezzano poiché fallisce il terzo Prism Jump consecutivo nel suo Prism Live; le acquisisce definitivamente nell'episodio 20 e si evolvono nell'episodio 46. Successivamente, nell'episodio 20 partecipa all'Emozionante Days Session con Naru e Ito. Nell'episodio 26 partecipa alla TRY! Groovin' Session con Naru e Ito, vincendo; in seguito, nell'episodio 32 partecipa alla HEART BEAT SESSION con Naru e Ito. Per poter partecipare alla Winter White Session, in cui bisogna essere in due, fa coppia con Wakana, arrivando al terzo posto. Nell'episodio 46 partecipa alla Over the Rainbow Session dove esegue cinque Prism Jump consecutivi nel suo Prism Live. Il suo colore è l'azzurro e il suo Pair-amico è Poppun.
Ito Suzuno (涼野 いと?, Suzuno Ito)
Doppiata da: Mikako Komatsu (ed. giapponese)
Una quattordicenne fredda che può sentire il calore della musica. È nata il 14 febbraio, gruppo sanguigno B. Non le piace essere chiamata per nome, e anzi preferisce che la gente le si rivolga chiamandola "Cross", abbreviazione di "Crossroad": questo perché vorrebbe essere un crocevia nella speranza di riunire la sua famiglia. È nella stessa classe di Naru e Ann, ed è molto brava a truccarsi. Fa parte di una band e sa suonare qualsiasi strumento (principalmente la chitarra elettrica, mentre da piccola ha imparato pianoforte da sua madre). I suoi genitori, Gen e Tsuru, sono divorziati e ha un fratello minore, Yū. Porta sempre con sé una Prism Stone avvolta in un fazzoletto ricamato, regalo di sua madre. Diventa la responsabile del make-up del negozio Prism Stone. È innamorata ricambiata di Kouji e, nell'episodio 26, i due si baciano. Partecipa alla Dreaming Session con Naru e Ann, ma perde contro Otoha. Acquisisce le sue ali nell'episodio 19, eseguendo tre Prism Jump consecutivi nel suo Prism Live; le ali poi si evolvono nell'episodio 47. Successivamente, nell'episodio 20 partecipa all'Emozionante Days Session con Naru e Ann. Nell'episodio 26 partecipa alla TRY! Groovin' Session con Naru e Ann, vincendo; in seguito, nell'episodio 32 partecipa alla HEART BEAT SESSION con Naru e Ann. Per poter partecipare alla Winter White Session, in cui bisogna essere in due, fa coppia con Otoha, arrivando al quarto posto. Nell'episodio 47 partecipa alla Over the Rainbow Session dove esegue sei Prism Jump consecutivi nel suo Prism Live. Il suo colore è il viola e il suo Pair-amico è Coolun.
Rinne (りんね?, Rinne)
Doppiata da: Ayane Sakura (ed. giapponese)
Una ragazza misteriosa che ha perso la memoria, in realtà è una messaggera proveniente dal Prism World. Possiede già le sue ali e riesce ad eseguire quattro Prism Jump consecutivi nel suo Prism Live; le ali poi si evolvono nell'episodio 39, eseguendo cinque Prism Jump consecutivi. Le piace bere il latte caldo e sorride mentre lo fa. Nell'episodio 14 va a vivere a casa di Naru, nella speranza che esso l'aiuti a recuperare la memoria; nell'episodio 23 comincia ad andare a scuola, la stessa di Naru, Ann e Ito. Nell'episodio 39 June annuncia di averla scelta come partner per partecipare alla Winter White Session e da lì in poi assume un atteggiamento freddo verso Naru, cosa che finisce nell'episodio 43, quando Rinne e June vincono la gara, eseguendo sei Prism Jump consecutivi nei loro Prism Live. Nell'episodio 44 Peacock rivela che Rinne ha perso la memoria a causa di June, poiché due messaggere non possono stare nello stesso mondo; per far riacquistare la memoria alla ragazza, Naru e le altre dovranno battere June nella Over the Rainbow Session. Nell'episodio 49 si scompone e si fonde con June. Nell'episodio 50, tornato lo Splendore del Prism, ritorna nel Prism World. Non ha un colore specifico, ma rappresenta l'arcobaleno. Il suo Pair-amico è Peacock.

### Bell Rose
Formato ufficialmente nell'episodio 25, il nome lo decide Wakana, in onore di Bell; può anche essere interpretato come "Belle Rose", cioè bellissima rosa in francese. In passato erano l'Edel Rose Team S.
Bell Renjouji (蓮城寺 べる?, Renjōji Beru)
Doppiata da: Haruka Tomatsu (ed. giapponese)
Una quattordicenne che si atteggia da regina, e che è la Prism Star più importante dell'accademia Edel Rose e che può sentire l'amore della musica. È nata l'11 novembre, gruppo sanguigno A. Sa suonare molti strumenti e ha vinto la competizione internazionale per violinisti. Da piccola era sempre da sola e lei e Wakana si conoscono sin da bambine. Parla molto educatamente e conosce, oltre al giapponese, anche l'inglese, il francese, il tedesco e lo spagnolo. Inizialmente riesce ad eseguire tre Prism Jump consecutivi. Odia le persone come Naru, che vede come una rivale. Partecipa alla Dreaming Session con Wakana e Otoha, vincendo contro Naru. Successivamente, nell'episodio 20 partecipa all'Emozionante Days Session. Non riesce subito a fare il Prism Live, cosa che la turba non poco. Nell'episodio 24, durante un Prism Show tenta di eseguire il Prism Live alla festa di un amico dei suoi genitori, ma fallisce, scatenando l'ira della madre, molto esigente, che decide di porre fine alla carriera dei Prism Show di Bell, facendola trasferire in una scuola in Francia per concentrarsi unicamente sullo studio del violino; nell'episodio successivo Wakana, Otoha e Hiro fanno in tempo a raggiungerla, affinché non parta e partecipi alla TRY! Groovin' Session con Otoha e Wakana. Fa il suo primo Prism Live nell'episodio 25, dicendo addio alla vecchia Bell, bisognosa di amore e affetto, e di essere rinata grazie alle persone a lei accanto. Nel successivo acquisisce le sue ali, eseguendo quattro Prism Jump consecutivi nel suo Prism Live; successivamente tenta di farne cinque, ma fallisce; le ali poi si evolvono nell'episodio 42. Negli episodi 29 e 30 gestisce il Prism Stone insieme a Wakana e Otoha, poiché Naru, Ann, Ito e Rinne sono in gita a Hokkaidō. Nell'episodio 32 partecipa alla HEART BEAT SESSION con Wakana e Otoha. Per poter partecipare alla Winter White Session, in cui bisogna essere in due, fa coppia con Naru, arrivando al secondo posto. Nell'episodio 48 partecipa alla Over the Rainbow Session dove esegue sette Prism Jump consecutivi nel suo Prism Live. Il suo colore è il rosso e il suo Pair-amico è Sexiny.
Otoha Takanashi (小鳥遊 おとは?, Takanashi Otoha)
Doppiata da: Saori Gotō (ed. giapponese)
Una quattordicenne timida che frequenta l'accademia Edel Rose e che può sentire l'odore della musica. È nata il 15 settembre, gruppo sanguigno 0. È una ragazza molto dolce, che ama la fantasia e le fiabe. Porta sempre con sé un calendario per fare da assistente a Bell; si sente in debito verso Bell, in quanto quest'ultima alle selezioni dell'Edel Rose le ha fornito una Prism Stone, poiché Otoha aveva perso la sua. Ha l'abitudine di dire "Märchen" (cioè fiaba) e Bell e Wakana la chiamano "Oto". È una grande ammiratrice di June, sa preparare molto bene il tè e ha l'abitudine di chiedere scusa per ogni cosa. Partecipa alla Dreaming Session con Bell e Wakana, vincendo contro Ito. Decide di lasciare l'Edel Rose per un po', finché non sente la mancanza di Bell (la quale stava cercando una persona che sostituisse Otoha): torna all'accademia nell'episodio 21. Acquisisce le sue ali nell'episodio 21, eseguendo tre Prism Jump consecutivi nel suo Prism Live; le ali poi si evolvono nell'episodio 46. Nell'episodio 25 partecipa alla TRY! Groovin' Session con Wakana e Bell, arrivando seconde. Negli episodi 29 e 30 gestisce il Prism Stone insieme a Bell e Wakana, poiché Naru, Ann, Ito e Rinne sono in gita a Hokkaidō. Nell'episodio 32 partecipa alla HEART BEAT SESSION con Bell e Wakana. Per poter partecipare alla Winter White Session, in cui bisogna essere in due, fa coppia con Ito, arrivando al quarto posto. Nell'episodio 46 partecipa alla Over the Rainbow Session dove esegue cinque Prism Jump consecutivi nel suo Prism Live. Il suo colore è il giallo e il suo Pair-amico è Feminy.
Wakana Morizono (森園 わかな?, Morizono Wakana)
Doppiata da: Maaya Uchida (ed. giapponese)
Una quattordicenne dall'atteggiamento simile a un gatto che frequenta l'accademia Edel Rose e che può sentire il respiro della musica. È nata il 5 giugno, gruppo sanguigno AB. Segue Bell, che conosce sin dall'infanzia, ovunque vada e sa predire il futuro utilizzando le Prism Stone. Non le piacciono le persone come Ann e per questo vede la ragazza come la sua rivale. È innamorata di Kazuki. A causa del lavoro del padre, da piccola si è trasferita in diversi posti, non riuscendo in tempo a fare amicizia con nessuno. Quando era alle elementari, lei, Ann e Kazuki frequentavano il club di Prism Show, ma Ann non mantenne la promessa di fare un Prism Show con lei: si scopre poi essere un equivoco, mai chiarito poiché Wakana si trasferì subito dopo; in seguito, le due si chiariscono. Partecipa alla Dreaming Session con Bell e Otoha, vincendo contro Ann. Nell'episodio 16 riesce a fare tre Prism Jump consecutivi, dopo averci provato, con scarsi risultati, alla Dreaming Session. Acquisisce le sue ali nell'episodio 23, eseguendo tre Prism Jump consecutivi nel suo Prism Live; le ali poi si evolvono nell'episodio 48. Nell'episodio 25 partecipa alla TRY! Groovin' Session con Otoha e Bell, arrivando seconde. Negli episodi 29 e 30 gestisce il Prism Stone insieme a Bell e Otoha, poiché Naru, Ann, Ito e Rinne sono in gita a Hokkaidō. Nell'episodio 32 partecipa alla HEART BEAT SESSION con Bell e Otoha. Per poter partecipare alla Winter White Session, in cui bisogna essere in due, fa coppia con Ann, arrivando al terzo posto. Nell'episodio 48 partecipa alla Over the Rainbow Session dove tenta di eseguire sette Prism Jump consecutivi nel suo Prism Live, ma fallisce, facendone solamente sei. Il suo colore è il verde e il suo Pair-amico è Ethny.

### Altri personaggi
Kouji Mihama (神浜 コウジ?, Mihama Kouji)
Doppiato da: Tetsuya Kakihara (ed. giapponese)
Ex-studente dell'accademia Edel Rose, suona la chitarra e canta spesso sul tetto di un edificio sotto cui Naru passa mentre va a scuola. Ha scritto le canzoni di debutto di Naru e Ann. Suo padre è morto in un incidente stradale quando lui era piccolo. È innamorato ricambiato di Ito e, nell'episodio 26, si dichiara e i due si baciano. Con Ito, attraversa un periodo buio, in quanto i due vengono a conoscenza dell'incidente di Takiyuki e Gen; Natsuko, la madre di Kouji, non approva che suo figlio stia con Ito, ovvero la figlia di Gen, il quale provocò l'incidente in cui perse la vita Takiyuki, il padre di Kouji. Nell'episodio 41, i due si chiariscono. Lui e Hiro avrebbero dovuto debuttare come un duo, ma alla fine Kouji rifiutò: questo perché Hiro spacciò per sua la canzone del duo, scritta, invece, da Koji, che lasciò poi l'Edel Rose. Nell'episodio 51 forma con Hiro e Kazuki il gruppo Over The Rainbow.
Hiro Hayami (速水 ヒロ?, Hayami Hiro)
Doppiato da: Tomoaki Maeno (ed. giapponese)
Prism Star dell'accademia Edel Rose, è molto popolare tra le ragazze ed è bravo sia nel canto che nel ballo. Proviene da una famiglia povera e non vede la madre da tanto tempo; si iscrive all'accademia Edel Rose per poter pagare i debiti della famiglia, ma in cambio deve eseguire gli ordini del supervisore Jin Norizuki. Lui e Kouji avrebbero dovuto debuttare come un duo, ma alla fine Kouji rifiutò: questo perché Hiro spacciò per sua la canzone del duo, scritta, invece, da Koji, che lasciò poi l'Edel Rose. Ritiene di essere l'unico in grado di cantare al meglio le canzoni di Koji. Fa il suo debutto, da solista, nell'episodio 18, con la canzone scritta un tempo da Kouji, spacciandola sempre per sua, come fece in passato; nell'episodio 45 svela a tutti i piani del supervisore Jin e che la canzone di debutto è stata scritta da Kouji, a cui chiede scusa. Riesce a fare quattro Prism Jump consecutivi. Nell'episodio 51 forma con Kouji e Kazuki il gruppo Over The Rainbow e rivede la madre dopo tanto tempo.
Kazuki Nishina (仁科 カヅキ?, Nishina Kazuki)
Doppiato da: Toshiki Masuda (ed. giapponese)
Amico d'infanzia di Kouji, con cui ha frequentato lo stesso asilo e la stessa scuola di ballo, e Ann. È sempre gentile con tutti e la sua famiglia gestisce un negozio specializzato in calligrafia, in cui è molto bravo. È un grande fan di Rei Kurokawa. Voleva iscriversi all'Edel Rose, ma il supervisore Jin Norizuki non lo accettò, non perché non possedeva talento, ma perché era un fan di Rei Kurokawa, rivale del supervisore. Riesce a fare tre Prism Jump consecutivi. Lui, Ann e Wakana sono andati alla medesima scuola elementare, dove frequentavano il club di Prism Show. Nell'episodio 51 forma con Kouji e Hiro il gruppo Over The Rainbow.
June Amou (天羽 ジュネ?, Amō June)
Doppiata da: Rumi Shishido (ed. giapponese)
Diplomatasi all'Edel Rose, è una Prism Star che dirige il negozio Dear Crown, molto ammirata da Naru e Otoha. Bell mira a superarla. Inizialmente, è l'unica Prism Star che riesce a fare quattro Prism Jump consecutivi a parte Rinne; nell'episodio 32, dopo averlo annunciato nell'episodio 28, esegue cinque Prism Jump consecutivi nel suo Prism Live. Nell'episodio 39 annuncia di aver scelto Rinne come partner per partecipare alla Winter White Session; le due vincono la gara, eseguendo sei Prism Jump consecutivi nei loro Prism Live. Nell'episodio 44 Peacock svela che June è una messaggera proveniente dal Prism World, come Rinne; provenendo dal Prism World, dove tutti hanno le sembianze di Rinne, inizialmente era identica a Rinne. Ama Hijiri, ed è disposta a tutto per lui; decide di non tornare nel Prism World per non perdere tutti i ricordi costruiti con Hijiri. Nell'episodio 49 partecipa alla Over the Rainbow Session dove esegue sette Prism Jump consecutivi nel suo Prism Live. Nell'episodio 50 le viene concesso di rimanere nel mondo umano: questo le costa la perdita della memoria e non le permette più di eseguire Prism Show. Il suo colore è il bianco e il suo Pair-amico è Starn.
Chisato Ibara (荊 千里?, Ibara Chisato) / Momo (モモ?, Momo)
Doppiata da: Chie Kōjiro (ed. giapponese)
È la proprietaria del negozio Prism Stone e la custode di Rinne. Ha sempre fame e ama mangiare tanti dolci. Anche se si presenta come un essere umano, in realtà è un pinguino rosa e il suo corpo umano è un robot; oltre a DJ.COO e Rinne, solo Naru, Ann, Ito, Bell, Otoha e Wakana lo sanno. Come Rinne, è una messaggera proveniente dal Prism World.
DJ.COO / Rei Kurokawa (黒川 冷?, Kurokawa Rei)
Doppiato da: Shōtarō Morikubo (ed. giapponese)
È il braccio destro di Momo nella gestione del negozio Prism Stone. Mantiene il negozio mentre Naru, Ann e Ito sono a scuola. È lui che ha costruito il corpo umano di Momo, Chisato. È bravo nel dare consigli e usa spesso parole inglesi. Nell'episodio 45 si scopre essere Rei Kurokawa; in passato lui, Hijiri Himuro e Jin Norizuki erano Prism Star. Ha sempre visto Hijiri come un rivale, infatti quando Hijiri si fece male e si ritirò, anche lui scelse di ritirarsi, facendo così ottenere il titolo di Prism King a Jin. Sembra provare qualcosa per Bell.
Hijiri Himuro (氷室 聖?, Himuro Hijiri)
Doppiato da: Toshihiko Seki (ed. giapponese)
Capo della Prism Show Association, è interessato al nuovo tipo di Prism Show, il Prism Live. In passato, lui, Jin Norizuki e Rei Kurokawa erano Prism Star, ma si fece male nell'eseguire quattro Prism Jump consecutivi prima di una gara, e si ritirò. Conosce June da molti anni. Dopo aver smentito le varie voci su una sua possibile relazione con June, per via di una foto in cui era ritratto con un mazzo di fiori nei pressi dell'abitazione della ragazza, nell'episodio 45 dà le proprie dimissioni come capo della Prism Show Association, annunciando come suo successore Ko Norizuki. Nell'episodio 49 confessa a June il suo amore. Nell'episodio 51 diventa il nuovo supervisore dell'Edel Rose.
Jin Norizuki (法月 仁?, Norizuki Jin)
Doppiato da: Shin'ichirō Miki (ed. giapponese)
Supervisore dell'Edel Rose. In passato, lui, Hijiri Himuro e Rei Kurokawa erano Prism Star. È sempre stato molto geloso del talento di Hijiri. Poiché Hijiri si fece male e si ritirò, e anche Rei scelse di ritirarsi, ottenne il titolo di Prism King. Odia June perché questa gli ha dato del "falso Prism King". Per far prevalere l'Edel Rose, squalifica le HAPPY RAIN e June dalla Over the Rainbow Session, le quali vengono riammesse solamente dopo il licenziamento di Jin come supervisore dell'accademia per tutte le malefatte commesse.
Ko Norizuki (法月 皇?, Norizuki Kō)
Doppiato da: Ryūsei Nakao (ed. giapponese)
È il presidente dell'Edel Rose. Al contrario di suo figlio Jin, ha un cuore buono. Nell'episodio 45, dopo le dimissioni di Hijiri, diventa il capo della Prism Show Association.
Poemu Ayase (彩瀬 詩夢?, Ayase Poemu)
Doppiata da: Ryōka Yuzuki (ed. giapponese)
La madre di Naru, è una disegnatrice e scrittrice di libri per bambini. È brava a fare gli origami.
Ryūnosuke Ayase (彩瀬 龍之介?, Ayase Ryūnosuke)
Doppiato da: Susumu Chiba (ed. giapponese)
Il padre di Naru, è uno scrittore di libri per bambini.
Yuriko Fukuhara (福原 百合子?, Fukuhara Yuriko)
Doppiata da: Risa Hayamizu (ed. giapponese)
La madre di Ann, gestisce, insieme al marito, un negozio di senbei.
Sentarō Fukuhara (福原 煎太郎?, Fukuhara Sentarō)
Doppiato da: Kenta Miyake (ed. giapponese)
Il padre di Ann, gestisce, insieme alla moglie, un negozio di senbei. Litiga spesso con Ann, poiché non vuole che sua figlia diventi una pasticcera, ma, piuttosto, erediti il negozio di famiglia; in realtà, in passato anche lui voleva fare il pasticcere.
Mary Fukuhara (福原 メアリー?, Fukuhara Mearī)
Doppiata da: Noriko Hidaka (ed. giapponese)
La nonna paterna di Ann, vive in America.
Tsuru Suzuno (涼野 鶴?, Suzuno Tsuru)
Doppiata da: Kana Asumi (ed. giapponese)
La madre di Ito, è separata dal marito. Vive ad Hokkaidō con Yū, il fratello minore di Ito. Nell'episodio 51, insieme a Yū, ritorna da Ito e Gen, formando, finalmente, una famiglia.
Gen Suzuno (涼野 弦?, Suzuno Gen)
Doppiato da: Takashi Kondō (ed. giapponese)
Il padre di Ito, è separato dalla moglie. Un tempo era un bravo chitarrista e un componente della band Lucky Star, di cui faceva parte anche il padre di Kouji, Takiyuki Mihama, morto nell'incidente stradale avuto con Gen, che stava guidando. Dopo l'incidente, ha perso la manualità alla mano sinistra e ha smesso di suonare; nell'episodio 47 viene rivelato che, in realtà, ha smesso di suonare in memoria di Takiyuki, e, nello stesso episodio, col consenso di Natsuko, riprende a suonare.
Yū Suzuno (涼野 結?, Suzuno Yū)
Doppiato da: Minami Takayama e Hiro Nakajima (da bambino) (ed. giapponese)
Il fratello minore di Ito, vive con la mamma ad Hokkaidō. È un fan del gruppo HAPPY RAIN e di Bell Renjouji.
Ritsu Renjouji (蓮城寺 律?, Renjōji Ritsu)
Doppiata da: Yōko Soumi (ed. giapponese)
La madre di Bell, è molto esigente con lei: vuole che i suoi Prism Show siano pressoché perfetti e che suoni abilmente il violino.
Yukihide Renjouji (蓮城寺 行秀?, Renjōji Yukihide)
Doppiato da: Shigeru Chiba (ed. giapponese)
Il padre di Bell, è spesso all'estero per lavoro, ritornando a casa solo per le feste natalizie.
Otogi Takanashi (小鳥遊 おとぎ?, Takanashi Otogi)
Doppiata da: Hyang-Ri Kim (ed. giapponese)
La madre di Otoha, lavora nel settore editoriale ed è sempre molto impegnata.
Soushi Takanashi (小鳥遊 そうし?, Takanashi Soushi)
Doppiato da: Hirofumi Nojima (ed. giapponese)
Il padre di Otoha, ha una personalità molto mite. Fa il casalingo, ma il suo lavoro è profumiere. Proviene da una famiglia nobile, la quale inizialmente si oppose al suo matrimonio con Otogi; Otogi, in seguito, venne accettata dalla famiglia e i due si sposarono.
Nonna di Otoha (おとはの祖母?, Otoha no sobo)
Doppiata da: Kei Kobayashi (ed. giapponese)
La nonna di Otoha.
Nonno di Otoha (おとはの祖父?, Otoha no sofu)
Doppiato da: Hidenari Ugaki (ed. giapponese)
Il nonno di Otoha.
Futaba Morizono (森園 フタバ?, Morizono Futaba)
Doppiata da: Ayumi Fujimura (ed. giapponese)
La madre di Wakana, è molto calma, quasi sottoposta al marito: nell'episodio 36 sviluppa un atteggiamento diverso nei confronti del marito, cambiando comportamento e tono di voce.
Tadashi Morizono (森園 正?, Morizono Tadashi)
Doppiato da: Kenji Nomura (ed. giapponese)
Il padre di Wakana, è un uomo prepotente che mette il lavoro prima di ogni cosa. Nell'episodio 36, si trasferisce a Singapore per lavoro; torna nell'episodio 48 completamente cambiato, molto più socievole e affettuoso nei confronti di Wakana.
Natsuko Mihama (神浜 奈津子?, Mihama Natsuko)
Doppiata da: Madoka Yonezawa (ed. giapponese)
La madre di Kouji, è la manager del Dear Crown. Era sposata con Takiyuki Mihama, morto nell'incidente stradale avuto con Gen, che stava guidando. Impedisce a Kouji di stare con Ito, poiché lei è la figlia di colui che ha provocato la morte del padre; nell'episodio 47 scopre che, nonostante Gen non fosse attento alla guida, è stato suo marito a provocare l'incidente, e si scusa con Ito per quanto successo, e con Gen per aver impedito in passato a Takiyuki di rientrare nella band.
Sig. Kitagawa (北川さん?, Kitagawa-san)
Doppiato da: ? (ed. giapponese)
Proprietario di un negozio di strumenti musicali, in passato è stato il produttore della band Lucky Star, di cui facevano parte anche Gen e Takiyuki. Nell'episodio 47 rivela a Natsuko la vera storia dietro alla morte di Takiyuki, di cui Natsuko era all'oscuro poiché Gen non voleva si sapesse.
Rina Uchida (内田 リナ?, Uchida Rina) & Ai Jōzenji (上善寺 アイ?, Jōzenji Ai)
Doppiate da: Sayuri Hara e Nozomi Yamamoto (ed. giapponese)
Due compagne di classe di Naru.
Tanaka (田中さん?, Tanaka-san)
Doppiato da: Kenta Miyake (ed. giapponese)
È un uomo alto e muscoloso. Parla poco, limitandosi, il più delle volte, a dire soltanto il suo nome. È il corrispondente di Yamada di Aurora Dream e Dear My Future.

### Pair-amici
Lovelyn (ラブリン?, Raburin)
Doppiato da: Enapu (ed. giapponese)
Il Pair-amico di Naru, è un piccolo pinguino rosa, che può trasformarsi in una Prism Stone, la Lovely Charm Stone, in cui all'interno c'è il Lovely Dress della Seventh Coord. Appare nell'episodio 1. Nei Prism Live di Naru può trasformarsi in una chitarra, la Prism Rainbow Guitar. È una delle sette parti di Peacock.
Poppun (ポップン?, Poppun)
Doppiato da: Sayuri Hara (ed. giapponese)
Il Pair-amico di Ann, è un piccolo pinguino blu, che può trasformarsi in una Prism Stone, la Pop Charm Stone, in cui all'interno c'è il Pop Dress della Seventh Coord. Appare nell'episodio 2. Nei Prism Live di Ann può trasformarsi in bacchette, le Prism Rainbow Drumsticks. È una delle sette parti di Peacock.
Coolun (クルン?, Kurun)
Doppiato da: Nozomi Yamamoto (ed. giapponese)
Il Pair-amico di Ito, è un piccolo pinguino viola, che può trasformarsi in una Prism Stone, la Cool Charm Stone, in cui all'interno c'è il Cool Dress della Seventh Coord. Appare nell'episodio 3. È un piagnucolone. Nei Prism Live di Ito può trasformarsi in una tastiera, la Prism Rainbow Keyboard. È una delle sette parti di Peacock.
Sexiny (セシニ?, Seshini)
Doppiato da: Nozomi Yamamoto (ed. giapponese)
Il Pair-amico di Bell, è un piccolo pinguino rosa caldo, che può trasformarsi in una Prism Stone, la Sexy Charm Stone, in cui all'interno c'è il Sexy Dress della Seventh Coord. Compare nell'episodio 17, ma appare ufficialmente nell'episodio 25. Nei Prism Live di Bell può trasformarsi in un violino, il Prism Rainbow Violin. È una delle sette parti di Peacock.
Feminy (フェミニ?, Femini)
Doppiato da: Enapu (ed. giapponese)
Il Pair-amico di Otoha, è un piccolo pinguino giallo, che può trasformarsi in una Prism Stone, la Feminine Charm Stone, in cui all'interno c'è il Feminine Dress della Seventh Coord. Appare nell'episodio 15. Nei Prism Live di Otoha può trasformarsi in un sassofono, il Prism Rainbow Saxophone. È una delle sette parti di Peacock.
Ethny (エスニ?, Esuni)
Doppiato da: Sayuri Hara (ed. giapponese)
Il Pair-amico di Wakana, è un piccolo pinguino verde, che può trasformarsi in una Prism Stone, la Ethnic Charm Stone, in cui all'interno c'è l'Ethnic Dress della Seventh Coord. Appare nell'episodio 16. Nei Prism Live di Wakana può trasformarsi in bacchette dello xilofono, le Prism Rainbow Mallets. È una delle sette parti di Peacock.
Starn (スタン?, Sutan)
Doppiato da: Kanae Itō (ed. giapponese)
Il Pair-amico di June, è un piccolo pinguino bianco. Nei Prism Live di June può trasformarsi in una bacchetta, come quella usata dai direttori d'orchestra, la Prism Rainbow Baton, e in una chitarra. È una delle sette parti di Peacock.
Peacock (ピコック?, Pikokku)
Doppiato da: ? (ed. giapponese)
Il Pair-amico di Rinne, è un piccolo pinguino bianco, che può trasformarsi in una Prism Stone, la Star Charm Stone, in cui all'interno c'è lo Star Dress della Seventh Coord. Appare nell'episodio 1 e può parlare il linguaggio umano.

## Terminologia
Prism Live (プリズムライブ?, Purizumu Raibu)
È una nuova esibizione all'interno dei Prism Show, nel quale il Pair-amico della Prism Star si trasforma in uno strumento, suonato poi dalla Prism Star stessa, in grado di rendere tutti felici. Inizialmente nelle gare non viene valutato, ma, grazie a Hijiri Himuro, a partire dalla TRY! Groovin' Session viene riconosciuto.
Prism World (プリズムワールド?, Purizumu Wārudo)
È il mondo dal quale provengono Rinne e June.
Prism Memory Pass (プリズムメモリーパス?, Purizumu Memorī Pasu) & Prism Live Headphone (プリズムライブヘッドフォン?, Purizumu Raibu Heddofon)
Sono, rispettivamente, un lasciapassare e un paio di cuffie. Inserendole in una speciale macchina, si entra nel Prism Spazio, dove ogni Prism Star, grazie alle Prism Stone, può cambiarsi d'abito.

## Anime

### Episodi
| Nº | Titolo italiano (traduzione letterale) Giapponese 「Kanji」 - Rōmaji                                                                   | In onda           | In onda |
| Nº | Titolo italiano (traduzione letterale) Giapponese 「Kanji」 - Rōmaji                                                                   | Giapponese        |         |
| 1  | Io sono Naru! Diventerò una direttrice~! 「私はなる！店長にな～る！」 - Watashi wa Naru! Tenchō ni na~ru!                              | 6 aprile 2013     |         |
| 2  | Lasciate fare a Ann! Poppun sweets 「あんにお任せ！ポップンスイーツ」 - An ni omakase! Poppun suītsu                                   | 13 aprile 2013    |         |
| 3  | Cross è Ito? COOL & HOT 「クロスがいと？ＣＯＯＬ＆ＨＯＴ」 - Kurosu ga Ito? COOL & HOT                                                 | 20 aprile 2013    |         |
| 4  | Benvenuti al Prism Stone Easter! 「プリズムストーン・イースターにようこそ！」 - Purizumu Sutōn Īsutā ni yōkoso!                        | 27 aprile 2013    |         |
| 5  | La mia canzone è un colorato ♡ uccellino sognante 「私の歌は色♡トリドリーム」 - Watashi no uta wa iro♡tori dorīmu                      | 4 maggio 2013     |         |
| 6  | Un cuore freddo si scalda con il ritmo! 「クールなハートがビートでヒート！」 - Kūru na hāto ga bīto de hīto!                           | 11 maggio 2013    |         |
| 7  | Dolce magia su un vecchio testardo 「ガンコ親父にスイートマジック」 - Ganko oyaji ni suīto majikku                                     | 18 maggio 2013    |         |
| 8  | La battaglia di un uomo è una battaglia di danza 「男の勝負はダンスバトル」 - Otoko no shōbu wa dansu batoru                           | 25 maggio 2013    |         |
| 9  | Il Prism Live è una tempesta dopo la pioggia 「プリズムライブは晴れのち嵐」 - Purizumu Raibu wa hare no chi arashi                     | 1º giugno 2013    |         |
| 10 | La misteriosa forma di vita appare al Prism Stone! 「謎の生物 プリズムストーンに現る！」 - Nazo no seibutsu Purizumu Sutōn ni arawaru! | 8 giugno 2013     |         |
| 11 | Go for Dreaming Session! 「Ｇｏ ｆｏｒ ドリーミングセッション！」 - Go for Dorīmingu Sesshon!                                          | 15 giugno 2013    |         |
| 12 | Volate! Piume del coraggio 「はばたけ！勇気の羽」 - Habatake! Yūki no fezā                                                             | 22 giugno 2013    |         |
| 13 | Il ponte arcobaleno che connette i cuori 「心をつなぐ虹のかけ橋」 - Kokoro wo tsunagu niji no kakehashi                                | 29 giugno 2013    |         |
| 14 | Il segreto di Rinne 「りんねの秘密」 - Rinne no himitsu                                                                                | 6 luglio 2013     |         |
| 15 | Il Märchen Tea Party di Otoha 「おとはのメルヘンティーパーティー」 - Otoha no Meruhen Tī Pātī                                          | 13 luglio 2013    |         |
| 16 | Wakana, happy freedom! Miao 「わかな、はっぴーフリーダム！にゃ」 - Wakana, happī furīdamu! Nya                                         | 20 luglio 2013    |         |
| 17 | Orgogliosa, forte, Bell è sbocciata 「気高く強くべるは咲く」 - Kedakaku tsuyoku Beru wa saku                                           | 27 luglio 2013    |         |
| 18 | Io sono Hiro! Assoluto Idol☆Amore・N・G 「俺はヒロ！絶対アイドル☆愛・Ｎ・Ｇ」 - Ore wa Hiro! Zettai Aidoru☆Ai・N・G                    | 3 agosto 2013     |         |
| 19 | Il filo che lega i cuori 「心を結ぶいと」 - Kokoro wo musubu ito                                                                       | 10 agosto 2013    |         |
| 20 | Cuori sovrapposti all'Emozionante Session! 「心重ねてときめきセッション！」 - Kokoro kasanete Tokimeki Sesshon!                        | 17 agosto 2013    |         |
| 21 | La seconda audizione 「２度目のオーディション」 - Ni-dome no ōdishon                                                                   | 24 agosto 2013    |         |
| 22 | Promesse e sandwich speciali 「約束とスペシャルサンド」 - Yakusoku to supesharu sando                                                  | 31 agosto 2013    |         |
| 23 | Il vento del Prism che porta ricordi 「思いで運ぶプリズムの風」 - Omoide hakobu Purizumu no kaze                                       | 7 settembre 2013  |         |
| 24 | La regina solitaria 「ひとりぼっちの女王」 - Hitoribotchi no joō                                                                       | 14 settembre 2013 |         |
| 25 | Addio, Bell 「さよなら、べる」 - Sayonara, Beru                                                                                        | 21 settembre 2013 |         |
| 26 | Chiamare l'arcobaleno Happy Rain 「虹を呼ぶハッピーレイン」 - Niji wo yobu Happī Rein                                                  | 28 settembre 2013 |         |
| 27 | L'insegnante Peacock arrabbiato! 「ピコック先生 怒る！」 - Pikokku-sensei okoru!                                                       | 5 ottobre 2013    |         |
| 28 | Prism Talk insieme a June! 「ジュネ様と一緒にプリズムトーク！」 - June-sama to issho ni Purizumu Tōku!                                 | 12 ottobre 2013   |         |
| 29 | Io sono Bell! Diventerò una direttrice~♪ 「私はべる！店長にな～る♪」 - Watashi wa Beru! Tenchō ni na~ru♪                               | 19 ottobre 2013   |         |
| 30 | Crossroad di giuramenti 「誓いのクロスロード」 - Chikai no Kurosurōdo                                                                  | 26 ottobre 2013   |         |
| 31 | L'obiettivo è il coraggio! Freedom!! 「目指すは勇者！フリーダム！！」 - Mezasu wa yūsha! Furīdamu!!                                    | 2 novembre 2013   |         |
| 32 | La June che vola con amore 「愛に羽ばたく女神」 - Ai ni habataku June                                                                  | 9 novembre 2013   |         |
| 33 | Triangle Date Miao♡ 「トライアングル・デートにゃ♡」 - Toraianguru Dēto Nya♡                                                            | 16 novembre 2013  |         |
| 34 | Saremo felici se ci teniamo per mano! 「ハピなるなら手をつなごう！」 - Hapi naru nara te wo tsunagō!                                   | 23 novembre 2013  |         |
| 35 | I Shuffle Duo non funzionano! 「シャッフルデュオでダメだこりゃ！」 - Shaffuru Dyuo de dame da korya!                                   | 30 novembre 2013  |         |
| 36 | Il nostro pigiama party è delizioso!? 「お泊り会でふたりはめっちゃウマ！？」 - Otomari-kai de futari wa meccha uma!?                   | 7 dicembre 2013   |         |
| 37 | La Lucky Star della tristezza 「哀しみのラッキースター」 - Kanashimi no Rakkī Sutā                                                     | 14 dicembre 2013  |         |
| 38 | Happy Bell nella notte di Natale 「聖夜にハッピーベルがなる」 - Seiya ni happī beru ga naru                                            | 21 dicembre 2013  |         |
| 39 | Fumante! La leggenda del kappa color arcobaleno 「湯けむり！虹色カッパ伝説」 - Yukemuri! Niji-iro kappa densetsu                       | 28 dicembre 2013  |         |
| 40 | Doppia confessione? Ti amo senpai! 「Ｗ告白？好きです先輩！」 - Daburu kokuhaku? Suki desu senpai!                                     | 11 gennaio 2014   |         |
| 41 | I legàmi che le stelle uniscono 「星がつなぐ絆」 - Hoshi ga tsunagu kizuna                                                             | 18 gennaio 2014   |         |
| 42 | Naru nei guai! Lovelyn scomparso 「なるピンチ！消えたラブリン」 - Naru pinchi! Kieta Raburin                                           | 25 gennaio 2014   |         |
| 43 | La determinazione di un angelo 「天使の決意」 - Tenshi no ketsui                                                                       | 1º febbraio 2014  |         |
| 44 | Le salvatrici dell'Arcobaleno siete voi! 「虹の救世主は君ジャ！」 - Niji no kyūseishu wa kimi ja!                                      | 8 febbraio 2014   |         |
| 45 | Rivoluzione di rose 「薔薇の革命」 - Bara no kakumei                                                                                   | 15 febbraio 2014  |         |
| 46 | Sipario! Over the Rainbow Session 「開幕！オーバー・ザ・レインボーセッション」 - Kaimaku! Ōbā za Reinbō Sesshon                        | 22 febbraio 2014  |         |
| 47 | La Lucky Star che splende con amore 「愛に輝く幸せの星」 - Ai ni kagayaku Rakkī Sutā                                                   | 1º marzo 2014     |         |
| 48 | Sembro io, sembro umana 「私らしく、人間らしく」 - Watashi rashiku, ningen rashiku                                                     | 8 marzo 2014      |         |
| 49 | Fino a bruciare la vita… 「命燃え尽きるまで⋯」 - Inochi moetsukiru made…                                                               | 15 marzo 2014     |         |
| 50 | Lo Splendore è dalla vostra parte 「煌きはあなたのそばに」 - Kirameki wa anata no soba ni                                              | 22 marzo 2014     |         |
| 51 | GIFT 「ＧＩＦＴ」 - GIFT | 29 marzo 2014     |         |

#### Pretty Rhythm CLUB
Alla fine di ogni episodio, prima della sigla di chiusura e dell'anteprima, c'è una piccola parte live-action, in cui sono presenti le Prizmmy☆ e le Prism☆Mates, dove si parla di moda e ballo e si creano sfide e altro.

### Colonna sonora
Sigla di apertura
- BOY MEETS GIRL, di Prizmmy☆ (ep. 1-13)
- EZ DO DANCE, di Prizmmy☆ (ep. 14-26)
- CRAZY GONNA CRAZY, di Prizmmy☆ (ep. 27-39)
- Butterfly Effect, di Prizmmy☆ (ep. 40-51)

Sigla di chiusura
- RainBow×RainBow, di Prism☆Box (ep. 1-13)
- §Rainbow, di i☆Ris (ep. 14-26)
- I Wannabee myself!! ~Jibun rashiku itai!~ (Ｉ Ｗａｎｎａｂｅｅ ｍｙｓｅｌｆ！！ ～自分らしくいたい！～?), di Happy Rain♪ (Emiri Katō, Mikako Komatsu, Yū Serizawa) (ep. 27-39)
- Happy☆Star Restaurant (ハッピースター☆レストラン?), di Prism☆Box (ep. 40-51)

Insert songs
- gift, di Rinne (Ayane Sakura) (ep. 1, 9, 14, 39, 50, 51)
- BOY MEETS GIRL, di Prizmmy☆ (ep. 1-2-3-4, 21, 24)
- Reboot, di Kouji Mihama (Tetsuya Kakihara) (ep. 1-2, 4, 8, 18, 28, 29, 37)
- Heart♥Iro♥Tori Drea~m (ハート♥イロ♥トリドリ～ム?), di Naru Ayase (Emiri Katō) (ep. 5, 13-14, 20, 34, 39, 50)
- BT37.5, di Ito Suzuno (Mikako Komatsu) (ep. 6, 11, 14, 18, 47)
- Sweet time Cooking magic ~Mune peko nan desu watashi tte~ (Ｓｗｅｅｔ ｔｉｍｅ Ｃｏｏｋｉｎｇ ｍａｇｉｃ ～胸ペコなんです私って～?), di Ann Fukuhara (Yū Serizawa) (ep. 7-8, 12, 14, 22, 46)
- RainBow×RainBow, di Prism☆Box (ep. 7)
- BOY MEETS GIRL, di Kouji, Hiro e Kazuki (Tetsuya Kakihara, Tomoaki Maeno e Toshiki Masuda) (ep. 8, 18)
- Vanity♥colon, di Otoha Takanashi (Saori Gotō) (ep. 11, 15, 21, 46)
- Blowin' in the Mind, di Wakana Morizono (Maaya Uchida) (ep. 12, 16, 23, 48)
- Get music!, di Bell Renjouji (Haruka Tomatsu) (ep. 13, 17-18, 20, 24, 48, 49)
- pride, di Hiro Hayami (Tomoaki Maeno) (ep. 18-19, 31, 38, 45)
- FreeDreamin', di Satomi Akesaka (ep. 20, 26)
- EZ DO DANCE, di Prizmmy☆ (ep. 21)
- Rosette Nebula, di Bell Rose (Haruka Tomatsu, Saori Gotō e Maaya Uchida) (ep. 25, 29, 32-33)
- To-ki-me-ki Days (と・き・め・きＤａｙｓ?), di Satomi Akesaka (ep. 25, 42)
- Doshaburi HAPPY (どしゃぶりＨＡＰＰＹ?), di Happy Rain♪ (Emiri Katō, Mikako Komatsu e Yū Serizawa) (ep. 26, 28, 30, 32, 51)
- EZ DO DANCE, di Rei Kurokawa (Shōtarō Morikubo) (ep. 31, 44)
- FREEDOM, di Kazuki Nishina (Toshiki Masuda) (ep. 31)
- nth color, di June Amou (Rumi Shishido) (ep. 32, 49)
- cherry-picking days, di Ann Fukuhara & Wakana Morizono (Yū Serizawa e Maaya Uchida) (ep. 36, 40)
- ALIVE, di Ito Suzuno & Otoha Takanashi (Mikako Komatsu e Saori Gotō) (ep. 37, 41)
- Little Wing&Beautiful Pride, di Naru Ayase & Bell Renjouji (Emiri Katō e Haruka Tomatsu) (ep. 38, 42)
- Are You Ready?, di Satomi Akesaka (ep. 40)
- Otome Puzzle ~Koi suru EVERYDAY~ (オトメパズル ～恋するＥＶＥＲＹＤＡＹ～?), di Satomi Akesaka (ep. 41)
- Sevendays Love, Sevendays Friend, di June Amou & Rinne Ibara (Rumi Shishido e Ayane Sakura) (ep. 43)
- Shooting STAR, di Satomi Akesaka (ep. 47)
- athletic core, di Over The Rainbow (Tetsuya Kakihara, Tomoaki Maeno e Toshiki Masuda) (ep. 51)

## Distribuzioni internazionali
L'anime è arrivato anche in Corea del Sud, Hong Kong, Taiwan e Sud-est asiatico. In Corea del Sud sono stati cambiati tutti i nomi e sono state tradotte e ricantate tutte le canzoni, ad eccezione delle sigle iniziali e finali, sostituite da canzoni interne degli episodi con un video diverso. A Hong Kong sono state mantenute le versioni originali delle canzoni e gli episodi, oltre ad essere doppiati, sono sottotitolati. A Taiwan sono state tradotte e cantate tutte le canzoni. Nel Sud-est asiatico è stato trasmesso doppiato, con le canzoni originali.
| Stato                                                                                             | Canale/i televisivo       | Data prima TV                                                          | Titolo |
| ------------------------------------------------------------------------------------------------- | ------------------------- | ---------------------------------------------------------------------- | --- |
| Corea del Sud                                                                                     | SBS                       | 1º settembre 2014 – 3 marzo 2015                                       | Kkum-ui Live Prism Stone (꿈의 라이브 프리즘스톤?; lett. "Live dei Sogni Prism Stone")                     |
| Hong Kong                                                                                         | TVB Jade                  | 2 agosto 2014 – 14 febbraio 2015                                       | Xīngguāng shàonǚ Rainbow Live (星光少女 Ｒａｉｎｂｏｗ ＬｉｖｅS, lett. "Ragazze stellate - Rainbow Live") |
| Filippine Singapore Brunei Cambogia Indonesia Laos Malaysia Birmania Papua Nuova Guinea Timor Est | Animax                    | 24 giugno 2014                                                         | Pretty Rhythm: Rainbow Live                                                                                |
| Taiwan                                                                                            | YOYO TV, MY KIDS TV       | 15 novembre 2013 – 31 ottobre 2014, 8 dicembre 2013 – 23 novembre 2014 | Xīngguāng shàonǚ cǎihóng wǔtái (星光少女 彩虹舞台S, lett. "Ragazze stellate - Stadio dell'Arcobaleno")     |
| Siria                                                                                             | Spacetoon, Space Power TV |                                                                        | Iiqae Jamila aljuz' alththalith (إيقاع جميلة الجزء الثالث)                                                 |